# بنو مردنيش
بنو مردنيش هي أسرة من مولدي الأندلس ، تعود بالولاء إلى قبيلة جذام العربية، حكمت هذه الأسرة طائفة مرسية شرق الأندلس في الفترة من زوال أمر المرابطين إلى دخول الموحدين الأندلس. إن تسمية مَرْدَنِيش أو مردانيش أو مَرْذَنِيش ليست عربية بل مشتقة من تسمية إسبانية (Martinez).

## حكام بنو مردنيش
- عبدالله بن سعد بن مردنيش (1145 - 1146)
- أبو عبد الله محمد بن سعد بن مردنيش الجذامي (1146 - 1172)
- هلال بن محمد بن مردنيش (1172 - 1172)
- يوسف بن مردنيش (1171 - 1186)
- زيان بن مردنيش (1186 - 1238)